# Гришкина, Маргарита Владимировна
Маргари́та Влади́мировна Гри́шкина (род. 4 апреля 1943) — советский и российский историк, специалист по истории Удмуртии. Заслуженный деятель науки Удмуртской АССР (1981) и Российской Федерации (1999).

## Биография
Родилась 4 апреля 1943 года в деревне Кочуково, входившей на тот момент в состав Юкаменского района Удмуртской АССР. В 1963 году окончила историко-филологический факультет Удмуртского государственного педагогического института.
Преподавала историю в школе, в 1963—1965 годах работала в Ярской районной газете, затем — в Удмуртском институте истории, языка и литературы Уральского отделения АН СССР. Стажировалась в Институте истории СССР АН СССР. В 1976 году защитила кандидатскую диссертацию «Крестьянство Удмуртии в XVIII веке». С 1987 по 1998 годы работала в Удмуртском государственном университете.
Доктор исторических наук (1995, диссертация в форме научного доклада «Аграрный строй и крестьянство Удмуртии в XVII — первой половине XIX в.»; официальные оппоненты В. Д. Димитриев, В. В. Рабцевич, Е. Н. Швейковская).
Муж — И. Г. Гришкин (род. 1935), учёный-педиатр, профессор Ижевской государственной медицинской академии. Две дочери — обе врачи.

## Научная деятельность
Научная сфера — история крестьянства и аграрных отношений в Урало-Поволжском регионе, а также социально-политические и культурные аспекты истории Удмуртии и удмуртского народа XV—XIX веков.
Автор более 160 научных публикаций, в том числе монографии «Крестьянство Удмуртии в XVIII веке» (1977), «Удмуртия в эпоху феодализма (конец XVII — первая половина XIX в.)» (1994), «Удмурты: Этюды из истории IX—XIX вв.» (1994); учебник по истории Удмуртии для 7 и 8 классов. Входила в состав редколлегии ряда научных изданий.

## Награды и премии
Заслуженный деятель науки Удмуртской АССР (1981) и России (1999), лауреат Всеудмуртской национальной премии имени Кузебая Герда (1992).
Член «Удмурт Кенеш».